# Macrotomoderus microgracilicollis
Macrotomoderus microgracilicollis es una especie de coleóptero de la familia Anthicidae.

## Distribución geográfica
Habita en Brunéi.